# Dasyhelea lithotelmatica
Dasyhelea lithotelmatica är en tvåvingeart som beskrevs av Karl Strenzke 1950. Dasyhelea lithotelmatica ingår i släktet Dasyhelea och familjen svidknott. Inga underarter finns listade i Catalogue of Life.